# Język taliabu
Język taliabu (a. taliabo) – język austronezyjski używany w indonezyjskiej prowincji Moluki Północne, na wyspach Taliabu i Mangole w grupie wysp Sula. Według danych z 2000 roku posługuje się nim ponad 4 tys. osób.
Dzieli się na trzy główne dialekty: kadai, soboyo i mangé. W okresie kolonialnym dialekty te bywały omawiane jako odrębne języki, ale sami ich użytkownicy rozumieją się między sobą i wyróżniają wspólny język taliabu. Tym niemniej publikacje Ethnologue (wyd. 22) i Atlas bahasa tanah Maluku rozpatrują kadai jako oddzielny język. Dialekty taliabu można rozpatrywać jako kontinuum dialektalne.
W słownictwie taliabu zidentyfikowano zapożyczenia z języka ternate oraz malajskiego.
Nie wykazuje bliskiego pokrewieństwa z pozostałymi językami Moluków. Według klasyfikacji z 2021 r. jest to jeden z języków celebeskich. Wcześniej był zaliczany do języków Moluków centralnych (został ulokowany wraz z językami sula i buru).
Nie został dobrze opisany w literaturze. Istnieje krótkie opracowanie z 1921 r. (Bijdrage tot de kennis van het Sobojo), w którym zawarto pewne dane gramatyczne, materiały tekstowe oraz listę słownictwa.